# 211년

## 연호
- 후한(後漢) 건안(建安) 16년

## 기년
- 후한(後漢) 헌제(獻帝) 23년
- 신라(新羅) 내해 이사금(奈解泥師今) 16년
- 고구려(高句麗) 산상왕(山上王) 15년
- 백제(百濟) 초고왕(肖古王) 46년

## 사건
- 음력 1월, 신라, 벼슬을 내려 훤견(萱堅)을 이찬으로 삼고, 윤종(允宗)을 일길찬으로 삼았다.

## 탄생
사마소:서진의 건국자 사마염의 부친 

## 사망
- 2월 4일 - 로마 제국 20대 황제 셉티미우스 세베루스

## 참고 문헌
- 김부식 (1145), 《삼국사기》 〈권2〉 내해 이사금 조(條)